# 醜無齒脂鯉
醜無齒脂鯉，為輻鰭魚綱脂鯉目脂鯉亞目無齒脂鯉科的其中一個種，分布於南美洲托坎廷斯河流域，體長可達13.6公分，棲息在河川中底層水域，以有機碎屑為食，生活習性不明，可作為食用魚。